# Костел святого Архангела Михаїла (Павлоград)
Церква святого Архангела Михаїла — побудована 1896 року на кошти нотаріуса Карла Гебда.
Римо-католики Павлограла до революції належали до парафії св. Йосифа у Катеринославську (Дніпрі). У 1896-1899 роках тут спорудили муровану філіальну каплицю (нинішній костел) коштом натаріуса Карла Гебда. Після революції святиню було закрито (вона працювала у роки війни, під час окупації Павлограда). Храм використовували як складське приміщення та магазин.
Завдяки зусиллям місцевої мешканки Ніни Победімської костел повернули римо-католикам 1998 року (спочатку о. Мартин Янкевич з парафії св. Миколая у Дніпродзержинську (Кам'янському) відправляв богослужіння у її квартирі). 2 жовтня 2010 року єпископ Мар’ян Бучек освятив відновлений інтер'єр святині. Нині у храмі завершлись ремонтні роботи, а обслуговують парафію дієцезіальні священники.